# Chersodromus liebmanni
Espèce
Synonymes
- Chersodromus nigricans Reinhardt, 1861
- Opisthiodon torquatus Peters, 1861
- Dirosema collare Werner, 1900

Statut de conservation UICN

 LC  : Préoccupation mineure
Chersodromus liebmanni  est une espèce de serpents de la famille des Dipsadidae.

## Répartition
Cette espèce est endémique du Mexique. Elle se rencontre en Oaxaca et au Veracruz.

## Étymologie
Cette espèce est nommée en l'honneur de Frederik Michael Liebmann.

## Publication originale
- Reinhardt, 1861 "1860" : Herpetologiske Middelelser. II. Beskrivelser af nogle nye til Calamariernes Familie henhörende Slänger. Videnskabelige meddelelser fra den Naturhistoriske forening i Kjöbenhavn, vol. 1860, p. 229-250 (texte intégral).